# Cylindrocolea tagawae
Cylindrocolea tagawae là một loài rêu tản trong họ Cephaloziellaceae. Loài này được (N. Kitag.) R.M. Schust. miêu tả khoa học lần đầu tiên năm 1971.